# 雙皮層構造

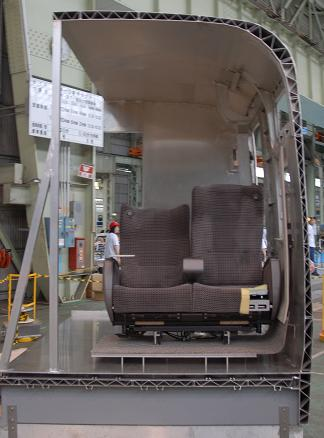
雙皮層構造的橫切面，圖中車輛為N700系新幹線電聯車。

雙皮層構造是一種鐵路車輛的車身構造。

## 概要
一般來說，鐵道車輛的車身結構是以支柱及外皮的組合而成；而雙皮層構造則是將兩者融為一體。鋁合金擠出加工中空大型材的制作過程上，就是利用大型機器將原材以極高壓力壓過模具，做出一件以兩塊皮層之間輔以三角構架作為補強而成的型材。
其優點是：
- 完全地解決了高剛性車構體的扭曲問題。
- 為確保外牆的強度，從來的單皮層構造必須將構造材(支柱或梁)內建於外皮上；但是這樣卻必須要犧牲客室內的車內空間。不過，雙皮層構造原材自設計階段起經以內建了強度的關係，減少了構造部份的對客室入侵量。在同樣的厚度、構造強度下，客室的空間得以增加。
- 在隔壁與隔壁之間的空隙可以充填減震材料從而有效阻隔從車外入侵客室內的嘈音。
- 由於已經於原材中內建了結構部份，故此不需要另行制作支柱或梁的結構材料，其生產成本因而得以下降。